# Spacecraft Planet Instrument C-matrix Events
SPICE (Spacecraft Planet Instrument C-matrix Events) es un sistema auxiliar de la NASA utilizado para procesar información geométrica proveniente de observaciones científicas llevadas a cabo por sondas espaciales automáticas. Esta información también servirá para analizar misiones pasadas y planificar futuras.
SPICE fue desarrollado en el centro NAIF de la NASA (Navigation and Ancillary Information Facility) situado en el Jet Propulsion Laboratory. y se ha convertido de hecho en el estándar para manejar información geométrica relativa a misiones planetarias de la NASA y de muchas otras agencias espaciales. 
El sistema SPICE consiste no solo en datos sino también aplicaciones.

## Ejemplos
Se pueden ver productos SPICE en:
- el proyecto Hayabusa[3] de JAXA
- en Rosetta[4] de la ESA
- en Steins[5] de la NASA